# Кашина Тичинело (Милано)
Кашина Тичинело је насеље у Италији у округу Милано, региону Ломбардија.
Према процени из 2011. у насељу је живело 21 становника. Насеље се налази на надморској висини од 107 м.